# Fehmarnbelt
Fehmarnbelt este o arie protejată (sit de importanță comunitară — SCI) din Germania întinsă pe o suprafață de 27.992 ha, integral marine.

## Localizare
Centrul sitului Fehmarnbelt este situat la coordonatele 54°36′18″N 11°04′15″E / 54.605°N 11.0708°E.

## Înființare
Situl Fehmarnbelt a fost declarat sit de importanță comunitară în mai 2004 pentru a proteja 8 specii de animale.

## Biodiversitate
Situată în ecoregiunea continentală, aria protejată conține 2 habitate naturale: Bancuri de nisip acoperite în permanență slab de apă marină, Recifuri.
La baza desemnării sitului se află mai multe specii protejate:
- păsări (6): Clangula hyemalis, Gavia arctica arctica, cufundar mic (Gavia stellata), pescăruș mic (Larus minutus), Podiceps grisegena grisegena, eider (Somateria mollissima)
- mamifere (2): focă obișnuită (Phoca vitulina), marsuin (Phocoena phocoena)

Pe lângă speciile protejate, pe teritoriul sitului au mai fost identificate 2 specii de plante, 65 de specii de nevertebrate.